# Epictia columbi
Espèce
Synonymes
- Leptotyphlops columbi Klauber, 1939

Epictia columbi est une espèce de serpents de la famille des Leptotyphlopidae.

## Répartition
Cette espèce est endémique des Bahamas. Elle se rencontre sur San Salvador..

## Description
L'holotype de Epictia columbi mesure 183 mm dont 13 mm pour la queue, et dont le diamètre au milieu du corps est de 3,2 mm.

## Étymologie
Son nom d'espèce lui a été donné en l'honneur de Christophe Colomb, « le plus célèbre visiteur de l'île de San Salvador » où a été découverte cette espèce.

## Publication originale
- Klauber, 1939 : Three new worm snakes of the genus Leptotyphlops. Transactions of the San Diego Society of Natural History, vol. 9, n. 14, p. 59-65 (texte intégral).